# Irina Skladneva
Irina Skladneva (en russe : Ирина Складнева) est une fondeuse russe, née le 4 février 1974 à Perm.

## Biographie
Irina Skladneva court sa première compétition internationale aux Championnats du monde junior en 1993, gagnant deux titres (relais et 15 kilomètres). L'année suivante, elle devient championne du monde junior pour la troisième fois (5 kilomètres).
Elle fait ses débuts dans la Coupe du monde trois ans plus tard à Kavgolovo, là où même elle marque ses premiers points en 1998 sur le dix kilomètres libre avec une cinquième place, résultat qu'elle ne parviendra jamais à améliorer. Ensuite, elle monte sur son premier podium avec le relais à Lahti. En novembre 1999, elle gagne finalement un relais à Kiruna, qui restera sa seule victoire à ce niveau. Durant cette saison 1999-2000, elle monte sur quatre autres podiums en relais et enregistre son meilleur classement général avec le douzième rang.
En 2001, elle gagne la course italienne Marcialonga.

## Palmarès

### Coupe du monde
- Meilleur classement général : 12e en 2000.
- 10 podiums en relais : 1 victoire, 5 deuxièmes places et 4 troisièmes places.

#### Différents classements en Coupe du monde
| Année     | Classement général final |
| 1997-1998 | 21e                      |
| 1998-1999 | 25e                      |
| 1999-2000 | 12e                      |
| 2000-2001 | 38e                      |
| 2001-2002 | 96e                      |

### Marathon de ski
- 2e du classement général de la Coupe Marathon en 2001.
- Gagnante de la Marcialonga en 2001.